# Бурля (приток Урала)
Бурля — река в Оренбургской области России. Впадает в Ириклинское водохранилище, до его образования устье реки находилось в 1860 км по левому берегу Урала. Длина — 29 км.

## Данные водного реестра
- Бассейновый округ — Уральский
- Речной бассейн — Урал (российская часть бассейна)
- Речной подбассейн — отсутствует
- Водохозяйственный участок — Урал от Магнитогорского гидроузла до Ириклинского гидроузла[3]